# Boudry (Burkina Faso)
Boudry es una ciudad de Burkina Faso, situada en la provincia de Ganzourgou. Es la capital del departamento homónimo.